# Kongal

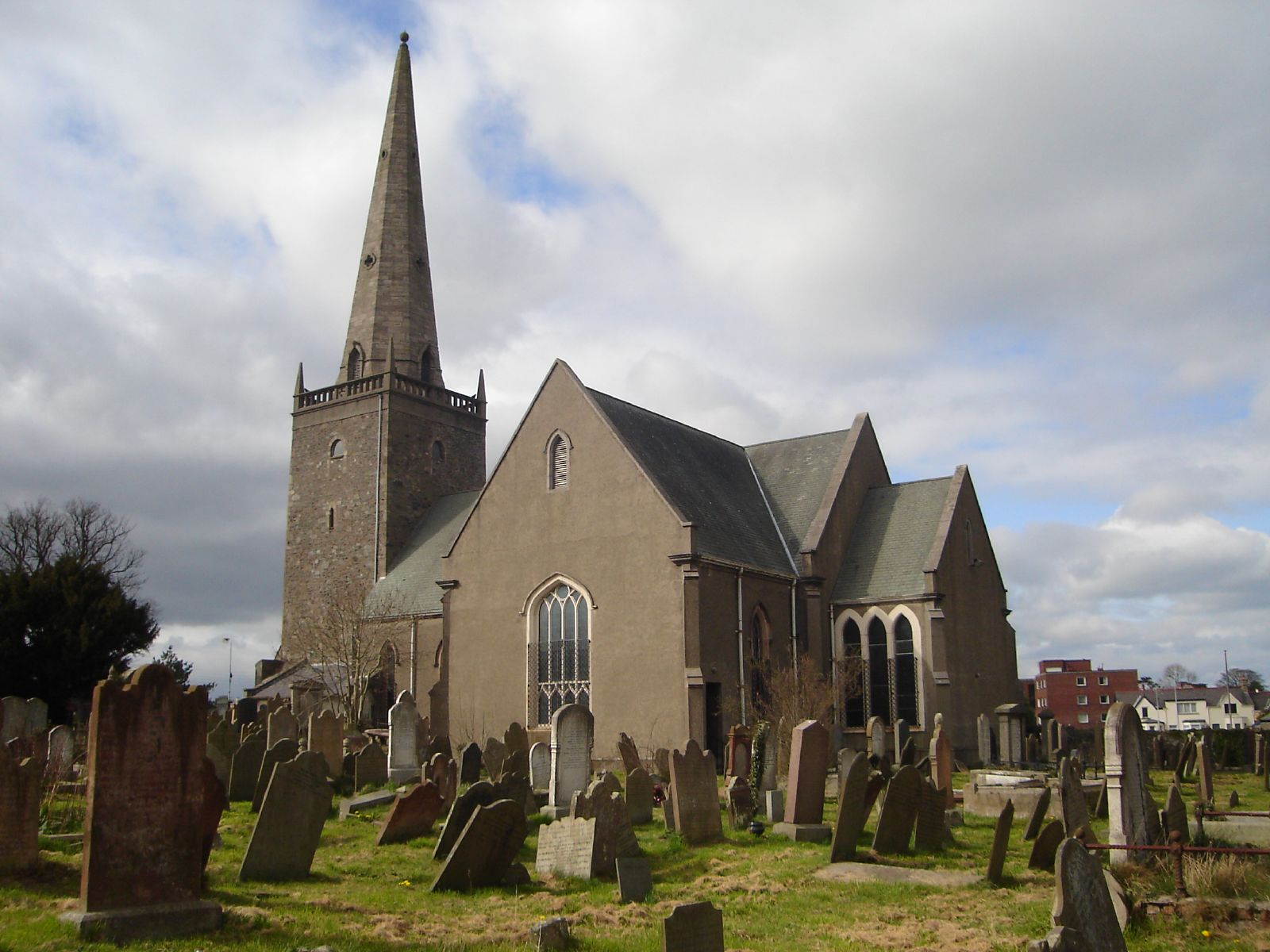
Klasztor Bangor.

Kongal z Bangor, również Komgal, irl. Comhghall, Coimhgheall (ur. ok. 516 k. Bangor, zm. ok. 602 tamże) – zakonnik, jeden z dwunastu apostołów Irlandii, założyciel klasztoru w Bangor (599), zasłużony w rozwoju życia mniszego, święty Kościoła katolickiego.
Urodził się w rodzinie Moccu Aridi należącej do plemienia Piktów. Był uczniem św. Finiana. Utrzymywał kontakty z królem Brydiuszem, św. Kolumbanem, św. Fintanem i innymi. Założony przez niego klasztor stał się wzorem dla innych ośrodków i szkół. Wprowadził dyscyplinę pokutną oraz praktykę częstej spowiedzi. Jego działalność wpłynęła na rozwój życia zakonnego w Irlandii.
Niektórzy uważają, że Reguła Kolumbana była w istocie streszczeniem i adaptacją pierwszej reguły, ułożonej przez Kongala.
Jego wspomnienie liturgiczne obchodzone jest 10 maja.